# Kristian Sbaragli
Kristian Sbaragli (* 8. Mai 1990 in Empoli) ist ein italienischer Radrennfahrer.

## Sportliche Laufbahn
Nachdem Sbaragli 2012 die italienischen Eintagesrennen Trofeo Edil C und Trofeo Gianfranco Bianchin gewonnen hatte, schloss er sich 2013 dem südafrikanischen Professional Continental Team MTN-Qhubeka an. In seinem ersten Jahr für dieses Radsportteam gewann er zwei Etappen der Korea-Rundfahrt. Sein bis dahin größten Erfolg gelang ihm bei der Vuelta a España 2015 durch den Sieg im Massensprint der 10. Etappe vor John Degenkolb. Zur Saison 2018 wechselte er zu Israel Cycling Academy, zur Saison 2020 zum Team Alpecin-Fenix.

## Erfolge
2012
- Trofeo Edil C
- Trofeo Gianfranco Bianchin

2013
- zwei Etappen Korea-Rundfahrt

2015
- eine Etappe Vuelta a España

## Grand-Tour-Platzierungen
| Grand Tour            | 2014 | 2015 | 2016 | 2017 | 2018 | 2019 | 2020 | 2021 | 2022 | 2023 |
| --------------------- | ---- | ---- | ---- | ---- | ---- | ---- | ---- | ---- | ---- | ---- |
| Giro d’ItaliaGiro     | –    | –    | 93   | 101  | 111  | 77   | –    | –    | –    | 85   |
| Tour de FranceTour    | –    | –    | –    | –    | –    | –    | –    | 106  | 70   | –    |
| Vuelta a EspañaVuelta | 104  | 105  | 82   | –    | –    | –    | –    | –    | –    | –    |